# Sigalit
Sigalit (hebräisch: סִיגָלִית) bzw. Sigal (סִיגָל) ist ein weiblicher Vorname.

## Herkunft und Bedeutung
Sigal bedeutet im Hebräischen violette/lila Blume. Sigalit ist eine Variante des Namens.

## Bekannte Namensträgerinnen
- Sigal Shachmon (* 1971), israelisches Model und Fernsehmoderatorin
- Sigalit Feig (* 1971), israelische Sängerin, Schauspielerin und Tänzerin
- Sigalit Landau (* 1969), israelische Bildhauerin, Videokünstlerin und Installationskünstlerin